# 흥경
흥경(중국어 정체자: 興京, 병음: Xìng jīng, 만주어: ᠶᡝᠨᡩᡝ᠋ᠨ 연던)은 허투알라(만주어: ᡥᡝᡨᡠ ᠠᠯᠠ Hetu Ala, 한국 한자: 赫圖阿拉 혁도아랍)라고도 하는데, 중화인민공화국 랴오닝성 푸순 시의 신빈 만주족 자치현 서부(西部)에 있는 지명이다. 옛 성터인 흥경노성(興京老城)이 있다.
누르가치가 후금을 건국한 곳이다. 거병한 1583년부터 1621년에 요양(만주어: ᠯᡳᠶᠣᠣ ᠶᠠ‍ᠩ liyoo yang)으로 천도할 때까지 가장 오랫동안 본거지의 역할을 했다. 1636년, 청으로 선포되면서 구 도읍지인 허투알라는 흥경으로 개칭되었다. 청 제국의 발원지이자 누르가치 선조의 묘소가 있는 만주족의 성지이며, 관광지로 조성되어 있다.

## 위치
허투알라성은 1603년 지금의 요녕성(遼寧省) 무순시(撫順市) 신빈만족자치현(新賓滿族自治縣) 영릉진(永陵鎭) 동쪽 3km 지점 소자하(蘇子河)와 이도하(二道河) 합류 지점의 동남쪽 대지 위에 지었다.  성은 동남쪽으로는 백차산(白岔山)에 닿아 있고, 서로는 이도하를 사이에 두고 연총산(烟囱山)과 마주보고 있으며, 남쪽으로는 양비자산과 이어지고, 북쪽으로는 소자하를 사이에 두고 요령산과 마주보고 있다. 성 전체는 산을 의지하여 세워졌으며 흙을 쌓아 성곽을 만들었다. 삼면이 강으로 둘러쌓여 있으며, 한 면만이 산에 닿아 있어, 수비는 쉽고 공격은 어려운 성이다.

## 구조
허투알라성은 1성(城) 1곽(郭)이다. 내성(內城)은 둘레 5리, 외성(外城)은 10리이다. 성내 지세는 남고북저(南高北低)에 사방은 높은 성벽으로 둘렀다. 『주료석획(籌遼碩畵)』 「동이전(東夷傳)」에는 다음과 같이 언급하였다.
내성 높이는 7장이며 흙과 돌을 섞어 쌓았지만 나무 기둥을 가로로 놓아 쌓았다. 성 위에는 화살을 쏘는 구멍이 있어 여장(女牆)처럼 생겼는데, 문은 모두 목판을 이용하였다. 내성에는 친척이 살고 외성에는 정예 병사들이 사는데, 내외성 거주민가는 약 2만호이다. 북문 바깥은 대장장이가 살며 갑주 제작을 전담한다. 남문 바깥은 활장인과 화살장인이 살며 궁시 제작을 전담한다. 동문 바깥은 창고 1구역이 있어 모두 18조(照)인데, 1조마다 7-8간이다. 즉 곡식 저장소이다.

성문은 남벽 3곳, 북벽 3곳, 동벽 2곳, 서벽 1곳으로, 총 9곳이다. 외성 평면은 원각방형으로 둘레 5,230m이다. 성은 산을 끼고 있으며 언덕 위에 지어졌는데, 둘레는 2,027m이다. 내성 면적은 24.6만 평방미터이다. 성내에는 존호대(尊號臺, 속칭 금란전金鑾殿), 망루지(望樓址), 협령아문(協領衙門), 민아문(民衙門, 속칭 대옥大獄), 팔기아문(八旗衙門), 소충사(昭忠寺), 유공사(劉公祠), 성황묘(城隍廟), 관제묘(關帝廟), 문묘(文廟), 괴성루(魁星樓), 장원교(狀元橋), 부마부(駙馬府), 고정(古井), 교장(教場, 속칭 점장대點將臺), 개갑창(鎧甲廠), 궁시창(弓矢廠), 창오(倉廒) 등 유적이 아직 있다. 성내에는 철칼, 철삭(鐵削), 창, 말등자, 철화살, 철투구 등의 유물은 물론, 청회자완, 접시, 쟁반이나 판와, 각와, 적수(滴水), 벽돌 등의 유물도 출토되고 있다.

## 같이 보기
- 동경성
- 성경성
- 자이피얀성
- 후금
- 신빈 만주족 자치현